# Vitor Hugo Naum dos Santos
Vitor Hugo Naum dos Santos, mais conhecido como Vitinho (São José dos Campos, 1 de abril de 1999), é um futebolista brasileiro que atua como ponta-esquerda e ponta-direita. Atualmente joga no Internacional, emprestado pelo Dínamo de Kiev.

## Carreira

### Athletico Paranaense
Revelado pelo Athletico Paranaense em 2019, teve grande destaque naquela temporada ao conquistar o Campeonato Paranaense e a Copa do Brasil.

### Dínamo de Kiev
Em 31 de agosto de 2021, Vitinho foi contratado pelo Dínamo de Kiev, da Ucrânia. O atacante assinou contrato por cinco temporadas, tendo o Athletico lucrado 6 milhões de euros com a negociação.

### Internacional
Depois de jogar por empréstimo no Bragantino, Vitinho foi contratado pelo Internacional, também por empréstimo em 2025.

## Estatísticas
Atualizadas até 22 de agosto de 2020
| Clube                | Temporada | Campeonato Nacional | Campeonato Nacional | Copa Nacional | Copa Nacional | Campeonato Estadual | Campeonato Estadual | Competições continentais | Competições continentais | Outros torneios | Outros torneios | Total | Total |
| Clube                | Temporada | Jogos               | Gols                | Jogos         | Gols          | Jogos               | Gols                | Jogos                    | Gols                     | Jogos           | Gols            | Jogos | Gols  |
| -------------------- | --------- | ------------------- | ------------------- | ------------- | ------------- | ------------------- | ------------------- | ------------------------ | ------------------------ | --------------- | --------------- | ----- | ----- |
| Athletico Paranaense | 2018      | 0                   | 0                   | 0             | 0             | 2                   | 0                   | 0                        | 0                        | 0               | 0               | 2     | 0     |
| Athletico Paranaense | 2019      | 16                  | 2                   | 4             | 0             | 9                   | 2                   | 2                        | 0                        | 0               | 0               | 31    | 4     |
| Athletico Paranaense | 2020      | 13                  | 4                   | 0             | 0             | 7                   | 0                   | 1                        | 0                        | 0               | 0               | 21    | 4     |
| Athletico Paranaense | 2021      | 12                  | 2                   | 4             | 1             | 3                   | 2                   | 9                        | 4                        | 0               | 0               | 27    | 9     |
| Total                | Total     | 41                  | 8                   | 8             | 1             | 21                  | 4                   | 12                       | 4                        | 0               | 0               | 81    | 17    |

## Títulos
Athletico Paranaense
- Campeonato Paranaense: 2019 e 2020
- Copa Suruga Bank: 2019
- Copa do Brasil: 2019
- Copa Sul-Americana: 2021

Internacional
- Campeonato Gaúcho: 2025